# Chinácota
Chinácota là một khu tự quản thuộc tỉnh Norte de Santander, Colombia. Thủ phủ của khu tự quản Chinácota đóng tại Chinácota Khu tự quản Chinácota có diện tích 187 ki lô mét vuông. Đến thời điểm ngày 28 tháng 5 năm 2005, khu tự quản Chinácota có dân số 11981 người.